# Næseskylning
Næseskylning er en yogametode, der har været anvendt af mennesker siden tidernes morgen, til at rense næse og bihuler. Næseskylning kaldes for Neti. Metoden kan afhjælpe lidelser som forkølelse, tørre slimhinder, allergi og astma.
I løbet af en dag indånder vi flere tusind liter luft. De indeholder mange støvpartikler, der aflejres som skorper i næse- og bihuler.
Nogle apotekere sælger særlige ”næsehorn” eller netikander, der fyldes med kropsvarmt saltvand i en isotonisk saltvandsopløsning. Vandet hældes gennem næsen og bortskyller snavs og løser skorper, der herefter kan snydes ud.
Næsehulen kan også vaskes ved at fylde en hånd med vand og "drikke" det gennem et næsebor og spytte det ud.
Næseskylning er et kendt husråd mod forkølelse og infektion. Gamle fiskere fortæller, at de har undgået forkølelser ved dagligt at snuse saltvand op og spytte det ud.